# Zelle (vrouwenbeweging)
Zelle, tot 2023 Marianne, is een Belgische progressieve vrouwenbeweging. Ze is gelieerd aan de PVDA. De organisatie was tot 2023 vernoemd naar Marianne, het symbool van de Franse Revolutie.
In februari 2016 organiseerde de organisatie de 50e verjaardag van de vrouwenstaking van 16 februari 1966 bij FN Herstal.

## Organisatie
Het hoofdkantoor is gelegen in de Maurice Lemonnierlaan 171 te Brussel. Voorzitster is Maartje De Vries.